# 清水清太郎
清水 清太郎（しみず せいたろう、1948年（昭和23年）12月7日 - ）は、日本の写真家。1980年代から女性グラビア写真集の撮影を続けている。例えば、グラビアアイドルの地位を開拓した武田久美子の写真集を3冊ワニブックスから撮影した。1992年～95年まで「BIG4」の一角として、同じ団塊の世代である渡辺達生らと共にグラビア月刊誌の業界で活躍した。21世紀以降も、写真家40周年記念の写真集を出すなど精力的に活動を続けている。

## 経歴
- 1973年にフリーの写真家となる。[1]
- 1992年、竹書房より創刊された雑誌「BIG4」にて、当代を代表する看板カメラマンとして、小沢忠恭、渡辺達生、野村誠一と共に並び称された。
- 2013年10月、「清水清太郎 四十周年記念写真集」が光文社より発売された。

## 作品
- 1986.05 武田久美子 写真集『想いどおり』（ワニブックス）ISBN 9784847020384
- 1987.03 川島なお美 写真集『Fastener』（ワニブックス）ISBN 9784847020537
- 1987.04 武田久美子 写真集『JUST A GIRL』（ワニブックス）ISBN 9784847020551
- 1988.05 古沢みづき写真集『ハングルース』（ワニブックス）ISBN 9784847020841
- 1988.11 財前直見 写真集「とってもいいよ!」ワニマガジン社 ISBN 9784898290040
- 1989.11 杉本彩 写真集「SEED」（白泉社）ISBN 978-4592730729
- 1989.04 『美しき獲物たち―清水清太郎作品集』近代映画社 ISBN 9784764815841
- 1990.07 蒲池幸子 写真集『NOCTURNE』（白泉社）ISBN 978-4592730828
- 1991.05 武田久美子 写真集『Hello B.B.』（ワニブックス）ISBN 9784847021947
- 1991.09 相沢なほこサード写真集 (パパラブックス)ISBN 4847022173
- 1991.12 『清水清太郎ヌード&水着写真集』竹書房 ISBN 978-4884751241
- 1993.05 三浦綺音ファースト写真集『WiLL(ウィル)』音楽専科社 ISBN 978-4900343504
- 1993.12 にしきのあきら写真集『revolution45』リイド社 ISBN 978-4845810796
- 1994.10 キャティ(CATHY)写真集『Toast Girl』
- 1995.04 『妖美』ワニマガジン社 ISBN 978-4898292358
- 1996.01 遠野奈津子セカンド写真集『FLARE』（英知出版）ISBN 978-4754211219
- 1997.07 高井麻帆セカンド写真集『フェミニン』（英知出版）ISBN 978-4754211677
- 1999.12 C.C.ガールズ写真集『COOL&CLASSY』（音楽専科社）ISBN 9784872790306
- 2001.04 須之内美帆子 写真集『truth』ISBN 978-4847026553
- 2008.04 中島史恵写真集『サンキュッ!』竹書房 ISBN 978-4812434529
- 2010.07 千葉麗子 写真集『WITHIN』竹書房 ISBN 978-4812442814
- 2011.07 『上野のパンダ』講談社 ISBN 978-4062171205
- 2013.10 『清水清太郎 四十周年記念写真集』光文社